# Залещанский, Борис Данилович
Борис Данилович Залещанский (9 мая 1943, д. Дурга, Балтасинский район, Татарская АССР, РСФСР — 22 мая 2015, Москва, Российская Федерация) — российский учёный, специалист в области информатизации и автоматизации процессов управления сложных систем, конструктор вооружений. Лауреат Государственной премии РФ.

## Биография
В 1962—1965 гг. служил в Советской Армии (зам.командира взвода). В 1960—1962 и 1965—1973 гг. — токарь, доводчик завода Министерства авиационной промышленности (МАП).
Окончил Всесоюзный заочный машиностроительный институт (1966—1973), Институт управления имени Серго Орджоникидзе (спецфак, 1984—1988).
- 1973—1977 гг. — старший инженер, ведущий инженер, руководитель группы планирования и подготовки производства отдела Главноготехнолога завода МАП;
- 1977—1978 гг. — инструктор ЦК профсоюза рабочих общего машиностроения;
- 1978—1984 гг. — начальник ООТиЗ, начальник ПЭО Всесоюзного объединения Минтяжмаша;
- 1984—1985 гг. — главный экономист машиностроительного завода МАП;
- 1985—1996 гг. — начальник сектора, начальник ППО, главный экономист, первый заместитель директора по коммерческим и финансовым вопросам, первый заместитель директора НИИ автоматической аппаратуры имени академика В. С. Семенихина;
- 1996—2008 гг. — генеральный директор НИИ автоматической аппаратуры имени Семенихина;
- с 2000 года — генеральный конструктор АСУ (автоматизированных систем управления) Вооружённых cил России;
- с 2008 г. — советник генерального директора «НПО РусБИТех» по вопросам развития АСУ.

## Награды и звания
Кандидат технических наук; доктор экономических наук (1998); профессор МИРЭА.
Лауреат Государственной премии РФ. Награждён орденом Почёта, 3 медалями.